# تجمع بدو بئر سالم باعوض (بروم ميفع)
'

تعديل مصدري - تعديل

تجمع بدو بئر سالم باعوض هي إحدى قرى عزلة بروم بمديرية بروم ميفع التابعة لمحافظة حضرموت، بلغ تعداد سكانها 16 نسمة حسب تعداد اليمن لعام 2004.